# O'zbekiston Superligasi 2025
La Superligasi 2025, nota anche come Artel Superligasi 2025 per motivi di sponsorizzazione, è la 34ª edizione della massima serie del campionato di calcio uzbeko. Il campionato è iniziato il 7 marzo 2025 e terminerà nel novembre successivo.
La squadra campione in carica è il Nasaf Qarshi, che ha vinto il suo primo campionato nell'edizione 2024.

## Stagione

### Novità
Dalla stagione precedente sono stati retrocessi Lokomotiv Tashkent e Olympic Tashkent, inoltre il  Metallurg Bekabad è stato escluso per scioglimento della società. In virtù di una riforma del campionato che ha allargato il numero di squadre partecipanti da 14 a 16, dalla Pro ligasi sono state promosse cinque squadre: Mash'al, Shortan Guzor, Kokand 1912, Khorazm e Buxoro.

### Formula
Le 16 squadre partecipanti giocano un girone all'italiana con gare di andata e ritorno, per un totale di 30 giornate. Al termine di queste, la squadra prima in classifica è campione di Uzbekistan e si qualifica per la AFC Champions League Elite 2026-2027, mentre la seconda classificata si qualifica per la AFC Champions League Two 2026-2027.
L'ultima classificata retrocede in Pro ligasi, mentre penultima e terzultima classificata giocano due spareggi promozione/retrocessione con altrettante squadre di Pro ligasi per la permanenza in massima serie.

## Squadre partecipanti
| Club              | Città      | Stagione precedente    |
| ----------------- | ---------- | ---------------------- |
| AGMK Olmaliq      | Olmaliq    | 2° in Superligasi      |
| Andijon           | Andijan    | 9° in Superligasi      |
| Bunyodkor         | Tashkent   | 10° in Superligasi     |
| Buxoro            | Bukhara    | Pro Ligasi             |
| Dinamo Samarcanda | Samarcanda | 8° in Superligasi      |
| Khorazm           | Urgench    | Pro Ligasi             |
| Kokand 1912       | Kokand     | Pro Ligasi             |
| Mash'al           | Mubarek    | Pro Ligasi             |
| Nasaf Qarshi      | Karshi     | Campione di Uzbekistan |
| Navbahor Namangan | Namangan   | 4° in Superligasi      |
| Neftchi Fergana   | Fergana    | 5° in Superligasi      |
| Paxtakor          | Tashkent   | 6° in Superligasi      |
| Qizilqum          | Navoiy     | 11° in Superligasi     |
| Shortan Guzor     | Guzar      | Pro Ligasi             |
| So'g'diyona       | Jizzax     | 3° in Superligasi      |
| Surchan Termez    | Termez     | 7° in Superligasi      |

## Classifica
|                       | Pos. | Squadra           | Pt | G  | V | N | P  | GF | GS | DR  |
| --------------------- | ---- | ----------------- | -- | -- | - | - | -- | -- | -- | --- |
| Uzbekistan (bandiera) | 1.   | Nasaf Qarshi      | 33 | 15 | 9 | 6 | 0  | 29 | 12 | +17 |
|                       | 2.   | Neftchi Fergana   | 30 | 15 | 8 | 6 | 1  | 25 | 13 | +12 |
|                       | 3.   | Dinamo Samarcanda | 29 | 15 | 8 | 5 | 2  | 21 | 17 | +4  |
|                       | 4.   | Bunyodkor         | 27 | 15 | 7 | 6 | 2  | 25 | 14 | +11 |
|                       | 5.   | AGMK Olmaliq      | 27 | 15 | 8 | 3 | 4  | 22 | 17 | +5  |
|                       | 6.   | Paxtakor          | 26 | 15 | 8 | 2 | 5  | 31 | 14 | +17 |
|                       | 7.   | Navbahor Namangan | 26 | 15 | 8 | 2 | 5  | 30 | 16 | +14 |
|                       | 8.   | Surchan Termez    | 18 | 15 | 5 | 3 | 7  | 12 | 16 | -4  |
|                       | 9.   | Andijon           | 17 | 15 | 4 | 5 | 6  | 19 | 23 | -4  |
|                       | 10.  | Qizilqum          | 17 | 15 | 4 | 5 | 6  | 15 | 25 | -10 |
|                       | 11.  | So'g'diyona       | 16 | 15 | 4 | 4 | 7  | 17 | 19 | -2  |
|                       | 12.  | Mash'al           | 15 | 15 | 4 | 3 | 8  | 13 | 28 | -15 |
|                       | 13.  | Khorazm           | 14 | 15 | 4 | 2 | 9  | 16 | 18 | -2  |
|                       | 14.  | Buxoro            | 13 | 15 | 3 | 4 | 8  | 16 | 26 | -10 |
|                       | 15.  | Kokand 1912       | 12 | 15 | 3 | 3 | 9  | 10 | 25 | -15 |
|                       | 16.  | Shortan Guzor     | 9  | 15 | 2 | 3 | 10 | 8  | 26 | -18 |

Legenda:
      Campione di Uzbekistan e qualificata per la AFC Champions League Elite 2026-2027.
      Qualificata alla AFC Champions League Two 2026-2027.
 Ammessa agli spareggi promozione/retrocessione.
 Retrocessione diretta.